# پنجه

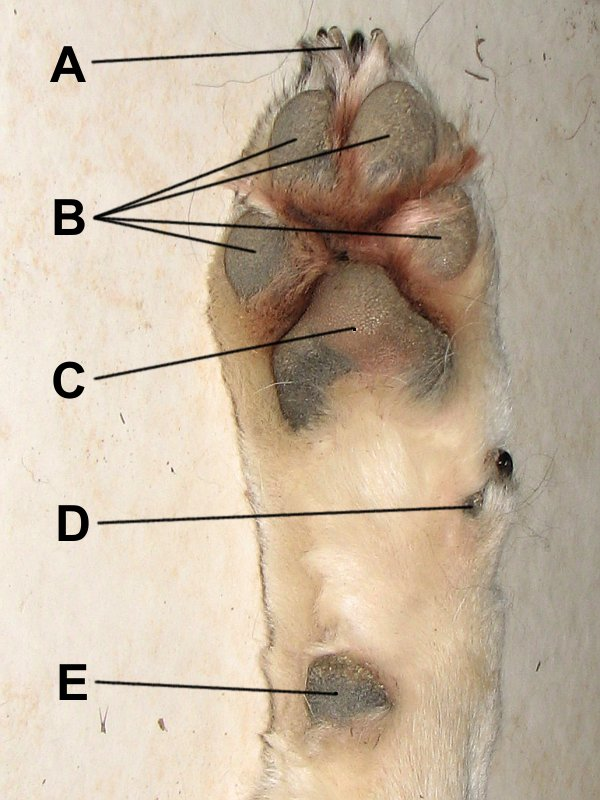
پنجه جلویی دست راست سگ که الف) چنگال، ب) پینه‌های انگشت، ج) پینه متاکارپ، د) پنجه شبنم، ه) پد مچ دست را نشان می‌دهد.

پنجه (به انگلیسی: Paw) بخش نرم پامانند یک پستاندار است که معمولاً چهارپا و دارای چنگال است.
پنجه همچنین شامل یک چنگال شاخ‌مانند به شکل نوک در هر انگشت است. اگرچه معمولاً جانوران بدون مو هستند، اما برخی از جانوران دارای خز در کف پنجه‌های خود هستند. به عنوان مثال پاندای سرخ است که کف خزدار آن به عایق‌بندی آنها در زیستگاه برفی کمک می‌کند.

## جانوران دارای پنجه
- گربه‌سانان مانند گربه‌ها و ببرها؛ برخی از این جانوران ممکن است دارای تافت انگشتان باشند
- سگ‌سانان مانند سگ و روباه
- خرگوش‌ها و دیگر خرگوش‌سانان دارای پنجه‌هایی با ناخن‌های بسیار تیز هستند و هیچ پینهٔ در زیر آنها وجود ندارد.
- خرس‌ها و راکون‌ها
- راسوها و دیگر ماهیچه‌ها
- جوندگان